# Bataille au large de Texel
Première Guerre mondiale
La bataille au large de Texel est une bataille navale qui se déroule au large de l'île néerlandaise de Texel, au début de la Première Guerre mondiale. Un escadron britannique, composé d'un croiseur léger et de quatre destroyers, alors en patrouille de routine, rencontre le 17 octobre 1914 la 7e demi-flottille allemande de torpilleurs, laquelle était en route vers la côte britannique pour y poser des mines marines. Les forces britanniques ouvrent le feu sur une force allemande largement inférieure en puissance de feu, qui, après avoir tenté de fuir, mène une attaque infructueuse contre les navires anglais, lesquels coulent quatre de leurs assaillants.
La bataille cause la perte de l'escadron de torpilleurs allemands, et empêche l'Empire allemand de miner certaines voies de navigation très fréquentées, telles que l'embouchure de la Tamise, alors que les britanniques en réchappent avec de faibles pertes tant humaines que matérielles ; elle influence durablement la stratégie et les déploiements des flottilles de torpilleurs allemandes restantes dans la région de la mer du Nord, les pertes ayant ébranlé la confiance de leurs commandants dans l'efficacité de leurs navires.

## Contexte
Après la bataille de Heligoland Bight, qui marque le premier affrontement naval entre les flottes allemandes et anglaises et se solde par une victoire anglaise, la flotte allemande de haute mer reçoit pour ordre d'éviter les affrontements avec des forces britanniques, plus importantes, afin d'éviter des revers coûteux et démoralisants. En dehors des raids allemands occasionnels et les incursions des forces légères allemandes, la mer du Nord est alors dominée par la Royal Navy, qui patrouille régulièrement dans la région. Le 16 octobre 1914, les informations sur l'activité des forces légères allemandes dans la baie d'Heligoland deviennent de plus en plus précises, et la 1re division de la 3e flottille de destroyers (Harwich Force), composée du nouveau croiseur léger HMS Undaunted et des quatre destroyers de classe Laforey, les HMS Lennox, Lance, Loyal et Legion est envoyée pour enquêter. A 13h50 le 17 octobre, alors qu'elle se dirige vers le nord, environ 50 milles marins (92,6 km) au sud-ouest de l'île de Texel, la 1re division rencontre un escadron de torpilleurs allemands, comprenant les navires restants de la 7e demi-flottille (avec le Korvettenkapitän Georg Thiele à bord du S119) SMS S115, S117, S118 environ 8 milles marins (15 km) devant eux. Les navires allemands naviguent de front, distants chacun d'environ 0,5 nmi (1 km), se dirigeant légèrement vers l'est de la 1re division ; à la surprise des officiers britanniques, les torpilleurs n'engagent aucune action hostile en les apercevant, ni ne tentent de fuir, les laissant supposer qu'il les avaient confondus avec des navires alliés. Dans leurs rapports postérieurs à la bataille, les marins anglais exprimeront leur surprise de n'avoir vu que des torpilleurs, et diront s'être attendus à voir surgir à tout moment une flotte plus importante, à laquelle ils n'auraient servis que d'éclaireurs. Ne voyant pas cette dernière arriver, ils soupçonnent alors les torpilleurs d'être en mission de repérage pour des sous-marins allemands, et les membres d'équipage sont mis en alerte pour tenter de les repérer ainsi que leurs éventuelles torpilles.
Cette flottille allemande est extraite de la patrouille d'Emden et est envoyée depuis de la rivière Ems, pour poser des mines sur la côte sud de la Grande-Bretagne, notamment dans l'embouchure 

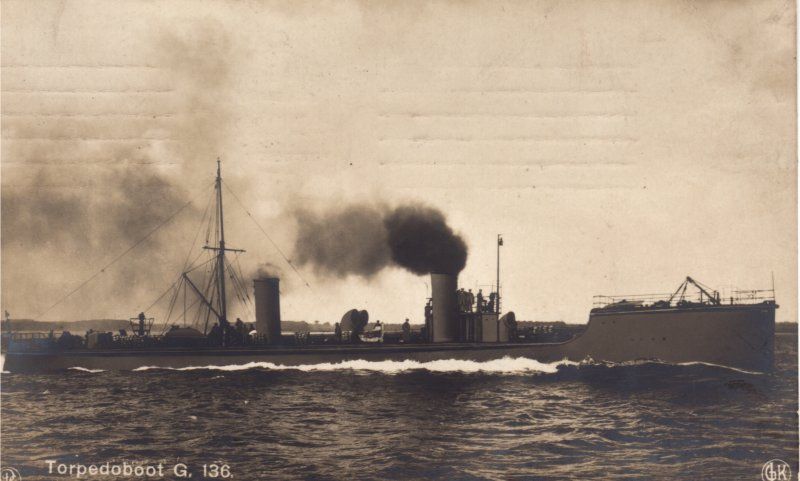
Un torpilleur de classe Großes Torpedoboot de 1898, similaire à ceux ayant pris part à la bataille de Texel.

L'escadron britannique surpasse largement en puissance de feu la 7e demi-flottille allemande. Le HMS Undaunted, un croiseur léger de classe Arethusa , était armé de deux canons navals BL 6 pouces Mk XII et de sept canons navals QF 4 pouces Mk V, dans des affûts simples (la plupart sans boucliers) et de huit tubes lance-torpilles. L’Undaunted était également armé d'une paire de canons anti-aériens de 2 livres, un type d'armement généralement absent des navires de sa classe ; il pouvait attendre la vitesse de 28,5 nœuds (53 km/h). Les quatre destroyers de classe Laforey étaient armés de quatre tubes lance-torpilles dans deux montures jumelles, de trois canons de 4 pouces et d'un canon de 2 livres. Les destroyers étaient légèrement plus rapides que le croiseur et pouvaient atteindre une vitesse de pointe d'environ 29 nœuds (54 km/h).
Les navires allemands étaient des Großes Torpedoboot vieillissants, classe datant de 1898 et achevée en 1904. Extraits de la patrouille d'Emden, et détachés depuis l'Ems, ils avaient pour objectif de poser des mines le long de la côte sud de la Grande-Bretagne, et notamment dans l'embouchure de la Tamise. Ils rivalisaient pratiquement de vitesse avec les navires britanniques, pouvant atteindre une vitesse de 28 nœuds (52 km/h). Chacun des navires allemands était armé de trois canons de 50 mm, dotés d'une portée inférieure à celle des canons britanniques. Les torpilles de 450mm, embarquées sur chaque torpilleur allemand, représentaient le danger le plus important pour les navires britanniques.

## Bataille

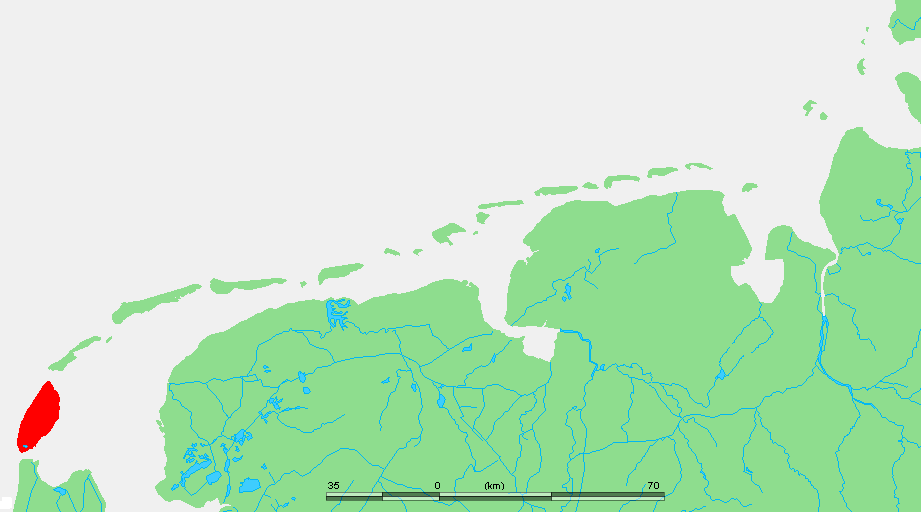
Île de Texel

En s'approchant de plus près, les navires allemands réalisent que les navires à proximité sont britanniques et se dispersent immédiatement, tandis que l’Undaunted - qui était le navire britannique le plus proche des forces allemandes - ouvre le feu sur le premier torpilleur à l'aide de son premier canon. Ce dernier parvient à esquiver les tirs en changeant de trajectoire immédiatement après avoir aperçu le flash du tir, mais cette manœuvre lui fait perdre une grande partie de sa vitesse, et les anglais gagnent sur lui, tandis que le croiseur tire six nouvelles fois dans sa direction. Dans le même temps, afin de protéger l’Undaunted, moins manœuvrable que les destroyers, des attaques de torpilles et de détruire les navires allemands le plus rapidement possible, Fox ordonne à l'escadron de se diviser. Les HMS Lance et Lennox prennent en chasse les torpilleurs S115 et S119, tandis que le Legion et le Loyal se dirigent vers les torpilleurs S117 et S118. Les tirs des HMS Legion, Loyal et Undaunted endommagent gravement le S118, qui coule à 15h17. Les HMS Lance et Lennox, de leur côté, engagent le torpilleur S115, incapacitant son gouvernail et faisant tourner le navire allemand. Bien qu'ayant son pont complètement détruit par le feu du Lennox, le S115 refuse de frapper ses couleurs.

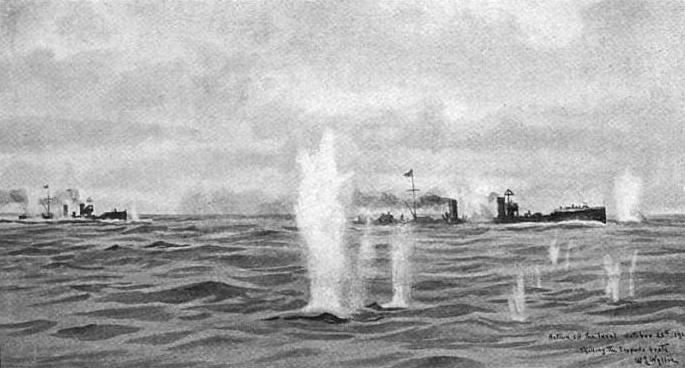
Des bateaux allemands sous le feu des navires britanniques, au large de Texel

Les deux navires centraux de la flottille allemande, le S117 et le leader de flottille S119, décident de lancer leurs torpilles en direction de l’Undaunted. Cependant, le croiseur britannique les esquive sans difficultés, et ne subit aucun dommage, permettant au Legion et au Loyal, qui venaient de couler le S118, de lui venir en aide. Le HMS Legion prend pour cible le S117, qui, après avoir lancé ses dernières torpilles, poursuit l'engagement avec ses canons. Le Legion touche à plusieurs reprises le torpilleur allemand, endommageant son mécanisme de direction et le conduisant à décrire des cercles avant de couler à 15h30.
Pendant ce temps, le S115 étant suffisamment endommagé pour ne plus présenter de menace, le Lance laisse le Lennox poursuivre seul l'engagement et rejoint le Loyal dans son combat contre le torpilleur S119, qu'ils bombardent à l'aide d'obus de lyddite. Si le S119 parvient enfin à toucher le Lance d'une torpille au milieu de la coque, celle-ci n'explose pas, laissant le navire intact, et le torpilleur allemand coule à 15 h 35, emportant avec lui le commandant de la flottille allemande. Le S115, lui, parvient à rester à flot malgré les attaques constantes du Lennox, qui envoie une équipe d'arraisonnement, laquelle ne trouve à bord de l'épave qu'un seul marin Allemand, qui se rend sans résistance. Trente autres membres de l'équipage du torpilleur seront finalement secourus par les navires britanniques. La bataille prend fin à 16 h 30, les derniers tirs de l’Undaunted achevant de couler l'épave abandonnée du S115.

## Conséquences

### Analyse

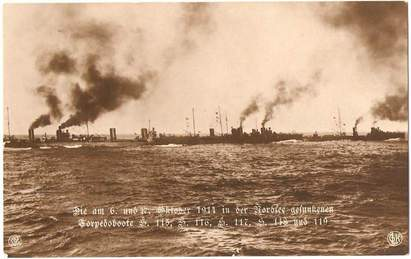
La 7e demi-flottille allemande en 1911 (le S116, représenté, sera coulé le 16 octobre)

La bataille fut, rétrospectivement, considérée comme un grand gain de moral pour les Britanniques qui, deux jours plus tôt, avaient perdu le HMS Hawke face à un U-boot. Le navire-hôpital allemand Ophelia, envoyé pour sauver les survivants des bateaux coulés, fut saisi par les Britanniques pour avoir violé les règles de la Convention de La Haye sur l'utilisation des navires-hôpitaux.
La perte de l'escadron de torpilleurs entraîna un changement radical de tactiques dans la Manche et le long de la côte des Flandres : l'amirauté allemande prit la décision de raréfier les sorties dans la Manche et de majoritairement reléguer les torpilleurs à la patrouille côtière et au sauvetage des équipages.
En outre, le 30 novembre, un chalutier britannique remonta du fond de la mer le coffre-fort du S119, jeté par dessus bord par le capitaine Thiele. Le coffre contenait un livre de codes utilisé par les forces légères allemandes stationnées sur la côte, et leur utilisation permettra aux Britanniques d'intercepter les communications sans fil allemandes longtemps après.

### Pertes
Les quatre navires de la septième demi-flottille allemande, dont aucun ne se rendit, furent coulés par la Harwich Force et plus de deux cents marins allemands tués, dont le commandant de la force. Trente et un marins allemands furent secourus et faits prisonniers ; parmi eux, un officier mourut des suites de ses blessures peu de temps après. Deux autres marins allemands furent secourus par un navire neutre. Seuls quatre marins britanniques furent blessés et trois destroyers légèrement endommagés. Le Légion fut touché par un obus de 1,8 kg allemand, et un de ses membres d'équipage par des tirs de mitrailleuse. Le Loyal fut touché deux fois, avec trois ou quatre blessés. Le Lance subit quelques dommages superficiels de par des tirs de mitrailleuse, tandis que les autres navires britanniques sortirent indemnes de l'engagement.

## Ordre de bataille

### Royal Navy
3e flottille de destroyers (détachement), capitaine Cecil H. Fox.
- HMS Undaunted, croiseur léger en tant que leader de flottille

1re division, 3e flottille de destroyers
- HMS Lance, destroyer ; commandant Wion de M. Egerton, commandant de division ;
- HMS Lennox, destroyer ; lieutenant-commandant Clement. R. Dane, commandant ;
- HMS Legion, destroyer ; lieutenant-commandant Claud F. Allsup, commandant ;
- HMS Loyal, destroyer ; lieutenant-commandant Burges Watson, commandant[9].

### Marine allemande
7e demi-flottille de torpilleurs, Korvettenkapitän Georg Thiele †, commandant :
- SMS S119, torpilleur, navire amiral ; Oberleutnant zur See Wilhelm Windel †, commandant ;
- SMS S118, torpilleur ; Kapitänleutnant Erich Beckert †, commandant ;
- SMS S117, torpilleur ; Kapitänleutnant Georg Sohnke †, commandant ;
- SMS S115, torpilleur ; Kapitänleutnant Hans Mushacke †, commandant[10].